# Österreichische Fußballmeisterschaft 1922/23
Die Österreichische Fußballmeisterschaft 1922/23 wurde vom Niederösterreichischen Fußball-Verband ausgerichtet und von dessen Mitgliedern bestritten. Als Unterbau zur Ersten Klasse diente die zweigleisig geführte Zweite Klasse. Zudem wurden von weiteren Bundeslandverbänden Landesmeisterschaften in unterschiedlichen Modi ausgerichtet.

## Erste Leistungsstufe – Erste Klasse (NFV)

### Allgemeines
Die Meisterschaft 1922/23 entwickelte sich wie bereits drei Jahre zuvor zum scharfen Zweikampf zwischen Rapid und den Amateuren. Die Violetten gelang es dabei in beiden Spielen de Rivalen deutlich zu schlagen – auf der Hohen Warte setzte es vor 50.000 ein 7:3, auf der Pfarrwiese führten die Amateure bald 2:0, wobei Rapid nach dem Ausschluss Wesselys abtrat. Wie jedoch bereits vor drei Jahren ging den Amateuren zum Schluss die Luft aus, überraschende Niederlagen gegen die Absteiger Rudolfshügel und FAC binnen zwei Spieltagen machten die violetten Meisterträume zunichte. So wurde Rapid zum bereits achten Male Österreichischer Fußballmeister. Dieses Jahr gab es gleich drei Absteiger – einerseits ging der Verband zurück zu einer 12er-Meisterschaft anderseits gab es diese Saison zwei Zweite Klassen und somit zwei Aufsteiger, sodass dieser Schritt nötig war.

### Abschlusstabelle
| Pl.                                                          | Verein                    | Sp. | S  | U  | N  | Tore    | Quote | Punkte |
| ------------------------------------------------------------ | ------------------------- | --- | -- | -- | -- | ------- | ----- | ------ |
| 1.                                                           | SK Rapid Wien             | 24  | 15 | 6  | 3  | 078:420 | 1,86  | 36     |
| 2.                                                           | Wiener Amateur-SV         | 24  | 14 | 4  | 6  | 065:350 | 1,86  | 32     |
| 3.                                                           | SK Admira Wien            | 24  | 12 | 3  | 9  | 060:520 | 1,15  | 27     |
| 4.                                                           | First Vienna FC 1894      | 24  | 10 | 5  | 9  | 046:520 | 0,88  | 25     |
| 5.                                                           | Wiener Sport-Club (M)     | 24  | 9  | 7  | 8  | 040:340 | 1,18  | 25     |
| 6.                                                           | SC Wacker Wien            | 24  | 8  | 9  | 7  | 042:400 | 1,05  | 25     |
| 7.                                                           | SC Hakoah Wien            | 24  | 9  | 6  | 9  | 044:330 | 1,33  | 24     |
| 8.                                                           | ASV Hertha Wien           | 24  | 7  | 10 | 7  | 040:410 | 0,98  | 24     |
| 9.                                                           | 1. Simmeringer SC         | 24  | 8  | 7  | 9  | 036:430 | 0,84  | 23     |
| 10.                                                          | Wiener Association FC (C) | 24  | 8  | 5  | 11 | 034:530 | 0,64  | 21     |
| 11.                                                          | Floridsdorfer AC          | 24  | 6  | 6  | 12 | 042:540 | 0,78  | 18     |
| 12.                                                          | Wiener AC (N)             | 24  | 5  | 7  | 12 | 036:580 | 0,62  | 17     |
| 13.                                                          | SpC Rudolfshügel          | 24  | 6  | 3  | 15 | 030:560 | 0,54  | 15     |
| Stand: Endstand. Quelle: Austria Soccer, Rapid-Archiv, RSSSF |                           |     |    |    |    |         |       |        |

| (M) | Österreichischer Meister 1921/22          |
| (C) | Niederösterreichischer-Cup-Sieger 1921/22 |
| (N) | Neuaufsteiger der Saison 1921/22          |

Aufsteiger
- Zweite Klasse Nord: FC Ostmark Wien
- Zweite Klasse Süd: SK Slovan Wien

### Torschützenliste
| Pl.                    | Tore    | Spieler            | Verein               |
| ---------------------- | ------- | ------------------ | -------------------- |
| 1.                     | 21 Tore | Ferdinand Swatosch | Wiener Amateur-SV    |
| 2.                     | 17 Tore | Karl Jiszda        | Floridsdorfer AC     |
| 3.                     | 16 Tore | Alexander Neufeld  | SC Hakoah Wien       |
| 4.                     | 15 Tore | Antonin Bulla      | First Vienna FC 1894 |
| 5.                     |         | Josef Uridil       | SK Rapid Wien        |
| Quelle: Austria Soccer |         |                    |                      |

siehe auch Die besten Torschützen

### Die Meistermannschaft
| SK Rapid Wien |
| Ernst Pauler, Tiller, Leopold Moche – Willibald Stejskal, Chalupsky, Heinrich Budin, Vinzenz Dittrich, Emil Regnard, Alexander Popovich, Franz Schlosser, Franz Machek, Josef Brandstetter, Leopold Nitsch, Johann Richter, Karl Klär, Leopold Witka, Willibald Kirbes, Karl Wondrak, Ferdinand Wesely, Richard Kuthan (C), Eduard Bauer, Josef Uridil Sektionsleiter: Dionys Schönecker |
| Quelle: Austria Soccer |

## Zweite Leistungsstufe – Zweite Klasse (NFV)
Die zweite Leistungsstufe bestand aus zwei Staffeln mit 12 Mannschaften in der Klasse Nord und mit 11 in der Klasse Süd. In beiden Staffeln trafen die Mannschaften in einer Hin- und Rückrunde zweimal aufeinander. In der Zweiten Klasse Süd würde Favoritner FC Vorwärts 06 wurde nach drei Runden ausgeschlossen und durch SC Phönizia Wien ersetzt, der die ersten Spiele der Runden nachtrug. Es stieg sowohl der Sieger der Zweiten Klasse Nord, der FC Ostmark Wien, und mit SK Slovan Wien, der Sieger der Zweiten Klasse Süd, direkt in die Erste Klasse auf. Absteiger waren in der Zweiten Klasse Nord SC Baumgarten und SC Blue Star Wien, in der Zweiten Klasse Süd SC Nicholson Wien und Rennweger SV 1901.

### Zweite Klasse Nord
Abschlusstabelle
| Pl.                                            | Verein                  | Sp. | S  | U | N  | Tore    | Quote | Punkte |
| ---------------------------------------------- | ----------------------- | --- | -- | - | -- | ------- | ----- | ------ |
| 1.                                             | FC Ostmark Wien (A)     | 20  | 16 | 2 | 2  | 059:260 | 2,27  | 34     |
| 2.                                             | SC Red Star Wien        | 20  | 10 | 6 | 4  | 039:260 | 1,50  | 26     |
| 3.                                             | SC Sturm 1914           | 20  | 9  | 6 | 5  | 031:270 | 1,15  | 24     |
| 4.                                             | SV Donau Wien (N)       | 20  | 7  | 8 | 5  | 034:260 | 1,31  | 22     |
| 5.                                             | Gersthofer SV           | 20  | 8  | 2 | 10 | 022:350 | 0,63  | 18     |
| 6.                                             | SC Sturm 1907 ZK1 (N)   | 20  | 5  | 8 | 7  | 025:330 | 0,76  | 18     |
| 7.                                             | SC Donaustadt           | 20  | 6  | 5 | 9  | 029:340 | 0,85  | 17     |
| 8.                                             | SV Straßenbahn Wien (N) | 20  | 6  | 4 | 10 | 029:330 | 0,88  | 16     |
| 9.                                             | Nußdorfer AC            | 20  | 6  | 4 | 10 | 027:320 | 0,84  | 16     |
| 10.                                            | SC Baumgarten (N)       | 20  | 4  | 7 | 9  | 019:320 | 0,59  | 15     |
| 11.                                            | SC Blue Star Wien       | 20  | 5  | 4 | 11 | 030:400 | 0,75  | 14     |
| Stand: Endstand. Quelle: Austria Soccer, RSSSF |                         |     |    |   |    |         |       |        |

| (N) | Neuaufsteiger der Saison 1921/22 |

Aufsteiger
- 3. Klasse Nord: Meidlinger Sportfreunde, Jedlersdorfer SC

### Zweite Klasse Süd
Abschlusstabelle
| Pl.                                            | Verein                           | Sp. | S  | U | N  | Tore    | Quote | Punkte |
| ---------------------------------------------- | -------------------------------- | --- | -- | - | -- | ------- | ----- | ------ |
| 1.                                             | SK Slovan Wien                   | 20  | 16 | 3 | 1  | 072:280 | 2,57  | 35     |
| 2.                                             | SC Bewegung XX (N)               | 20  | 11 | 3 | 6  | 039:350 | 1,11  | 25     |
| 3.                                             | Simmeringer SV                   | 20  | 9  | 3 | 8  | 035:340 | 1,03  | 21     |
| 4.                                             | Vienna Cricket and Football-Club | 20  | 7  | 5 | 8  | 036:370 | 0,97  | 19     |
| 5.                                             | SC Germania Schwechat            | 20  | 6  | 7 | 7  | 026:250 | 1,04  | 19     |
| 6.                                             | Wiener Sportfreunde ZK2          | 20  | 8  | 2 | 10 | 034:340 | 1,00  | 18     |
| 7.                                             | Wiener Bewegungsspieler          | 20  | 7  | 4 | 9  | 026:310 | 0,84  | 18     |
| 8.                                             | SC Phönizia Wien ZK3 (N)         | 20  | 7  | 4 | 9  | 032:400 | 0,80  | 18     |
| 9.                                             | SC Neubau (N)                    | 20  | 7  | 3 | 10 | 029:370 | 0,78  | 17     |
| 10.                                            | SC Nicholson Wien (N)            | 20  | 6  | 5 | 9  | 027:320 | 0,84  | 17     |
| 11.                                            | Rennweger SV 1901                | 20  | 5  | 3 | 12 | 020:430 | 0,47  | 13     |
| 0.                                             | Favoritner FC Vorwärts 06 ZK3    | 3   | 1  | 1 | 1  | 006:600 | 1,00  | 03     |
| Stand: Endstand. Quelle: Austria Soccer, RSSSF |                                  |     |    |   |    |         |       |        |

| (N) | Neuaufsteiger der Saison 1921/22 |

Aufsteiger
- 3. Klasse Süd: SC International Wien, 1. Favoritner FC Vorwärts 06, SC Vorwärts XI

## Meisterschaften in den Bundesländern

### Burgenland
Im Burgenland wurde keine Meisterschaft ausgespielt.

### 1. Klasse Kärnten
Landesmeister von Kärnten wurde der Villacher SV.
Abschlusstabelle
| Pl.                            | Verein                   | Sp. | S | U | N | Tore | Quote | Punkte |
| ------------------------------ | ------------------------ | --- | - | - | - | ---- | ----- | ------ |
| 1.                             | Villacher SV             |     |   |   |   |      |       |        |
| 2.                             | Klagenfurter SV (N)      |     |   |   |   |      |       |        |
| 3.                             | Klagenfurter AC (M)      |     |   |   |   |      |       |        |
| .                              | Amateur-SK Klagenfurt    |     |   |   |   |      |       |        |
| .                              | Deutscher SK Villach (N) |     |   |   |   |      |       |        |
| Stand: Endstand. Quelle: RSSSF |                          |     |   |   |   |      |       |        |

| (M) | Meister der 1. Klasse Kärnten    |
| (N) | Neuaufsteiger der Saison 1921/22 |

Aufsteiger
- Kaufmännischer SK Klagenfurt

### 1. Klasse Niederösterreich
Landesmeister von Niederösterreich wurde der 1. Wiener Neustädter SC.
Abschlusstabelle
| Pl.                                 | Verein                   | Sp. | S  | U | N  | Tore    | Quote | Punkte |
| ----------------------------------- | ------------------------ | --- | -- | - | -- | ------- | ----- | ------ |
| 1.                                  | 1. Wiener Neustädter SC  | 18  | 13 | 3 | 2  | 048:170 | 2,82  | 29     |
| 2.                                  | SV Atzgersdorf           | 18  | 10 | 4 | 4  | 038:290 | 1,31  | 24     |
| 3.                                  | SV Korneuburg 1902 (M)   | 18  | 7  | 8 | 3  | 038:250 | 1,52  | 22     |
| 4.                                  | ASK Marienthal (N)       | 18  | 9  | 3 | 6  | 048:270 | 1,78  | 21     |
| 5.                                  | ASK Liesing              | 18  | 8  | 4 | 6  | 031:220 | 1,41  | 20     |
| 6.                                  | SV Stockerau 07          | 18  | 5  | 9 | 4  | 042:270 | 1,56  | 19     |
| 7.                                  | VfB Union Mödling        | 18  | 6  | 5 | 7  | 034:300 | 1,13  | 17     |
| 8.                                  | SC St. Andrä/Wördern (N) | 18  | 5  | 3 | 10 | 017:500 | 0,34  | 13     |
| 9.                                  | Klosterneuburger SV      | 18  | 3  | 5 | 10 | 025:410 | 0,61  | 11     |
| 10.                                 | 1. St. Pöltner SC        | 18  | 0  | 4 | 14 | 009:620 | 0,15  | 04     |
| Stand: Endstand. Quelle: NFV, RSSSF |                          |     |    |   |    |         |       |        |

| (M) | Meister der 1. Klasse Niederösterreich |
| (N) | Neuaufsteiger der Saison 1921/22       |

Aufsteiger aus den zweiten Klassen
- Ebenfurther SV
- FC Angern
- SC Himberg
- Deutsch Wagramer AC

### Oberösterreicher 1. Klasse
In der Oberösterreicher 1. Klasse gewann der SK Vorwärts Steyr.
Abschlusstabelle
| Pl.                                 | Verein                | Sp. | S  | U | N | Tore    | Quote | Punkte |
| ----------------------------------- | --------------------- | --- | -- | - | - | ------- | ----- | ------ |
| 1.                                  | SK Vorwärts Steyr (M) | 12  | 10 | 1 | 1 | 039:140 | 2,79  | 21     |
| 2.                                  | Linzer ASK            | 12  | 8  | 0 | 4 | 050:190 | 2,63  | 16     |
| 3.                                  | Welser SC             | 12  | 8  | 0 | 4 | 027:190 | 1,42  | 16     |
| 4.                                  | ASK Rapid Linz (N)    | 12  | 4  | 2 | 6 | 028:230 | 1,22  | 10     |
| 5.                                  | SV Urfahr Linz        | 12  | 5  | 0 | 7 | 028:230 | 1,22  | 10     |
| 6.                                  | SK Freiheit Steyr (N) | 12  | 4  | 0 | 8 | 019:410 | 0,46  | 08     |
| 7.                                  | ASK Sparta Linz       | 12  | 2  | 1 | 9 | 013:430 | 0,30  | 05     |
| Stand: Endstand. Quelle: OFV, RSSSF |                       |     |    |   |   |         |       |        |

| (M) | Meister der Liga Oberösterreich-Salzburg 1921/22 |
| (N) | Neuaufsteiger der Saison 1921/22                 |

Aufsteiger
- Germania Linz

### Salzburger 1. Klasse
In der Salzburger 1. Klasse konnte der SAK die Meisterschaft entscheiden.
Abschlusstabelle
| Pl.                                          | Verein                | Sp. | S | U | N | Tore    | Quote | Punkte |
| -------------------------------------------- | --------------------- | --- | - | - | - | ------- | ----- | ------ |
| 1.                                           | 1. Salzburger SK 1919 | 6   | 5 | 0 | 1 | 047:500 | 9,40  | 10     |
| 2.                                           | Salzburger AK 1914    | 6   | 3 | 1 | 2 | 014:210 | 0,67  | 07     |
| 3.                                           | Deutscher SV Salzburg | 6   | 2 | 1 | 3 | 015:190 | 0,79  | 05     |
| 4.                                           | SK Oberndorf          | 6   | 0 | 0 | 6 | 001:320 | 0,03  | 0      |
| Stand: Endstand. Quelle: RSSSF, SalzburgWiki |                       |     |   |   |   |         |       |        |

| (M) | Meister der Salzburger 1. Klasse |
| (N) | Neuaufsteiger der Saison 1921/22 |

Aufsteiger
- kein Aufsteiger

### Steiermark 1. Klasse
In der Steiermark wurden zwei 1. Klassen-Meisterschaften ausgetragen. Die eine wurde in Graz und Umgebung organisiert, die andere war eine Provinzmeisterschaft.
Abschlusstabellen
1. Klasse Graz und Umgebung
| Pl.                            | Verein            | Sp. | S | U | N | Tore    | Quote | Punkte |
| ------------------------------ | ----------------- | --- | - | - | - | ------- | ----- | ------ |
| 1.                             | SK Sturm Graz     | 8   | 8 | 0 | 0 | 045:500 | 9,00  | 16     |
| 2.                             | Grazer AK         | 8   | 5 | 1 | 2 | 032:800 | 4,00  | 11     |
| 3.                             | Grazer AAC        | 8   | 3 | 0 | 5 | 009:300 | 0,30  | 06     |
| 4.                             | Hakoah Graz       | 8   | 2 | 2 | 4 | 009:230 | 0,39  | 06     |
| 5.                             | Amateure Graz (N) | 8   | 0 | 1 | 7 | 005:350 | 0,14  | 01     |
| Stand: Endstand. Quelle: RSSSF |                   |     |   |   |   |         |       |        |

| (N) | Neuaufsteiger der Saison 1921/22 |

Aufsteiger
- Deutscher SV Leoben
- Kapfenberger SC
- Rapid Graz
- AAC Voitsberg
- AAC Bruck
- Grazer AF

Provinzmeisterschaft 1. Klasse
| Pl.                            | Verein              | Sp. | S | U | N | Tore    | Quote | Punkte |
| ------------------------------ | ------------------- | --- | - | - | - | ------- | ----- | ------ |
| 1.                             | Kapfenberger SC     | 4   | 3 | 1 | 0 | 020:300 | 6,67  | 07     |
| 2.                             | Deutscher SV Leoben | 4   | 1 | 1 | 2 | 009:900 | 1,00  | 03     |
| 3.                             | Voitsberger AAC     | 4   | 1 | 0 | 3 | 004:210 | 0,19  | 02     |
| Stand: Endstand. Quelle: RSSSF |                     |     |   |   |   |         |       |        |

Aufsteiger
- keine Information über Aufsteiger

### Tiroler A-Klasse
In der Tiroler A-Klasse wurde der SV Innsbruck Erster.
Abschlusstabelle
| Pl.                            | Verein                    | Sp. | S | U | N | Tore    | Quote | Punkte |
| ------------------------------ | ------------------------- | --- | - | - | - | ------- | ----- | ------ |
| 1.                             | SV Innsbruck              | 6   | 6 | 0 | 0 | 022:500 | 4,40  | 12     |
| 2.                             | Arbeiter TV Innsbruck (N) | 6   | 2 | 2 | 2 | 018:140 | 1,29  | 06     |
| 3.                             | FC Sturm Innsbruck TAK1   | 6   | 2 | 2 | 2 | 006:130 | 0,46  | 06     |
| 4.                             | FC Veldidena Innsbruck    | 6   | 0 | 0 | 6 | 006:200 | 0,30  | 0      |
| Stand: Endstand. Quelle: RSSSF |                           |     |   |   |   |         |       |        |

| (M) | Meister der Tiroler A-Klasse     |
| (N) | Neuaufsteiger der Saison 1921/22 |

Aufsteiger
- CDTV Innsbruck

### Vorarlberger A-Klasse
Die Vorarlberger A-Klasse konnte der FC Lustenau 07 die Meisterschaft entscheiden.
Abschlusstabelle
| Pl.                            | Verein                 | Sp. | S | U | N | Tore    | Quote | Punkte |
| ------------------------------ | ---------------------- | --- | - | - | - | ------- | ----- | ------ |
| 1.                             | FC Lustenau 07 (M)     | 2   | 2 | 0 | 0 | 005:100 | 5,00  | 04     |
| 2.                             | FA Turnerbund Lustenau | 2   | 0 | 0 | 2 | 001:500 | 0,20  | 0      |
| Stand: Endstand. Quelle: RSSSF |                        |     |   |   |   |         |       |        |

| (M) | Meister der Vorarlberger A-Klasse |

Aufsteiger
- TV Jahn Lustenau